# Vyšný Hrušov, Humenné
Vyšný Hrušov este o comună slovacă, aflată în districtul Humenné din regiunea Prešov. Localitatea se află la altitudinea de 196 m deasupra n.m., se întinde pe o suprafață de 11,36 km2 și în 2017 număra 493 de locuitori.

## Istoric
Localitatea Vyšný Hrušov este atestată documentar din 1543.

## Demografie
| An:                | 1994 | 2004   | 2014   | 2024   |
| ------------------ | ---- | ------ | ------ | ------ |
| Număr de persoane: | 446  | 467    | 489    | 459    |
| Diferență:         |      | +4,70% | +4,71% | −6,13% |

| An:                | 2023 | 2024   |
| ------------------ | ---- | ------ |
| Număr de persoane: | 465  | 459    |
| Diferență:         |      | −1,29% |